# 檳椥市
槟椥市（越南语：／），又譯“檳知市”，是越南槟椥省省莅。

## 地理
槟椥市北接周城县，东临墥簪县，西南邻㖼𦓿北县。

## 历史
2009年8月11日，槟椥市社改制为槟椥市。
2013年4月5日，周城县美城社1社和有定社部分区域划归槟椥市管辖，有定社区域分别划归山东社和富新社管辖。
2019年2月13日，槟椥市被评定为二级城市。
2020年1月10日，第一坊、第二坊和第三坊合并为安会坊，美城社并入平富社。
2024年10月24日，越南国会常务委员会通过决议，自2024年12月1日起，第四坊和第五坊并入安会坊。

## 行政区划
槟椥市下辖6坊6社，市人民委员会位于安会坊。
- 第六坊（Phường 6）
- 第七坊（Phường 7）
- 第八坊（Phường 8）
- 安会坊（Phường An Hội）
- 富康坊（Phường Phú Khương）
- 富新坊（Phường Phú Tân）
- 平富社（Xã Bình Phú）
- 美盛安社（Xã Mỹ Thạnh An）
- 仁盛社（Xã Nhơn Thạnh）
- 富兴社（Xã Phú Hưng）
- 富润社（Xã Phú Nhuận）
- 山东社（Xã Sơn Đông）